# Softcore porno
Softcore er en betegnelse for blød porno, hvor seksuelle detaljer såsom penetration skjules eller antydes.
Eksempelvis film som Mac Ahlbergs Jeg - en kvinde (1965) og Annelise Meineches Uden en trævl (1968).
| Sex | Spire Denne artikel om sex eller sexologi er en spire som bør udbygges. Du er velkommen til at hjælpe Wikipedia ved at udvide den. |